# Вступ Косова до Європейського Союзу
Вступ Косова до Європейського Союзу є на поточному порядку денному майбутнього розширення ЄС. Косово визнано ЄС потенційною кандидаткою на вступ.
Відносини між ЄС і Косово почались 2008 року, коли Косово оголосило незалежність. Одним із важливих питань, яке стоїть на поточному порядку денному в цих відносинах, є вступ Косово до цього блоку. Косово визнано Європейським Союзом потенційним кандидатом на вступ.
Проголошення незалежності Косова від Сербії набрало чинності 17 лютого 2008 року голосуванням членів Асамблеї Косова. Це проголошення не визнали Сербія, яка вважає Косово частиною своєї території, а також п'ять з 27 країн-членів ЄС. Як наслідок, сам Європейський Союз згадуючи Косово в тексті, завжди додає примітку, що містить текст, погоджений на переговорах між Белградом та Приштиною: «Це визнання не зачіпає позицій щодо статусу і відповідає Постанові Ради безпеки ООН 1244 та Постанові Міжнародного суду щодо Декларації про незалежність Косово». Це не завадило Косову продовжувати користуватися наданим Європейським Союзом Механізмом відслідковування стабілізації (англ. Stabilisation Tracking Mechanism), спрямованим на поступову інтеграцію косовської національної політики з правових, економічних та соціальних питань з ЄС, щоб в певний момент в майбутньому Косово могло претендувати на членство в ЄС.
Для забезпечення стабільності на території та для забезпечення верховенства права, ЄС діє в Косові під патроном Місії тимчасової адміністрації Організації Об'єднаних Націй у Косові (ЮНМІК), розміщуючи там поліцейські та цивільні ресурси в рамках Місії Європейського Союзу з верховенства права (EULEX).
Угода про стабілізацію та асоціацію між ЄС та Косово була підписана 26 лютого 2016 року та набула чинності 1 квітня 2016 року.
6 лютого 2018 року Європейська Комісія опублікувала план розширення, який охоплюває шість країн Західних Балкан: Албанію, Боснію та Герцеговину, Косово, Чорногорію, Північну Македонію та Сербію. План передбачає, що всі шість цих країн могли би досягти членства в ЄС після 2025 року.
Косово офіційно подала заявку на отримання статусу кандидата 14 грудня 2022 року.

## Визнання
Станом на  2022, 22 з 27 держав-членів визнають Косово як незалежну державу. Державами ЄС, які не визнають незалежність Косово, є Іспанія, Словаччина, Кіпр, Румунія та Греція. Як наслідок, сам ЄС посилається лише на «Косово» із виноскою із зірочкою, що містить текст, узгоджений на переговорах Белград-Пріштина: «Це позначення не завдає шкоди позиціям щодо статусу та відповідає Резолюції 1244 та висновок Міжнародного суду щодо Декларації незалежності Косово».
8 липня 2010 року Європейський парламент ухвалив резолюцію, яка закликає всі країни-члени визнати Косово. У жовтні 2010 року представник Європейського парламенту припустив, що відсутність визнання з боку деяких країн не буде перешкодою для приєднання Косово до безвізового режиму Шенгенської зони.
За даними сербського аналітичного центру «Центр сучасної політики», очікується, що всі країни-члени ЄС повинні будуть визнати Косово, перш ніж воно приєднається до ЄС. Європейські чиновники, включаючи міністра закордонних справ Німеччини Зігмара Габріеля, заявили, що очікують, що Сербія визнає Косово до вступу в ЄС.

## Присутність ЄС
Місія ЄС з верховенства права в Косові (EULEX) діє на підставі Резолюції Ради Безпеки ООН 1244, яка ввела міжнародне управління в Косові в 1999 році. Однак, введення сил ЄС, яке раніше планувалося під егідою Ради Безпеки, не отримало мандату Ради Безпеки ООН через те що Росія була проти. Росія заблокувала передачу повноважень ООН щодо Косова місії ЄС. Сербія також розглядає таку місію як визнання ЄС незалежного Косова.
Місія, чисельністю від 1800 до 1900 осіб, була затверджена Європейською радою 14 грудня 2007. Пізніше вона була збільшена до 2000 осіб, через посилення елементу нестабільності внаслідок невдачі дійти згоди із Сербією. Місія складається із поліцейських, прокурорів та суддів, таким чином фокусуючись на верховенстві права і демократичних стандартах. Розмір цієї місії означає, що в Косові знаходиться найбільша кількість службовців уряду Європейського Союзу, після Брюсселю. Головою місії з 2019 року є швед Ларс-Гуннар Вігемарк.
ЄС також призначає Міжнародного цивільного представника в Косові (якого також називають Спеціальним представником Європейського Союзу в Косово). Рівень впливу ЄС в Косові змусив деяких людей називати Косово «протекторатом ЄС».
25 серпня 2009 року місія EULEX стала жертвою насильницьких протестів, внаслідок яких було пошкоджено 28 транспортних засобів місії ЄС. У сутичках були поранені троє співробітників поліції Косова, внаслідок чого косовська поліція здійснила 21 арешт. Атаку організувала група під назвою «Vetëvendosje!» («Самовизначення») у відповідь на співпрацю поліції EULEX з Сербією та її дії в Косові. Існує невдоволення щодо місії ЄС за здійснення керування над Косовом, посередництво між Косово та Сербією. Політика, зосереджена на реагуванні на кризові ситуації, а не на їх вирішенні, та на досягненні етнічної автономії, а також надто широкий мандат щодо управління Косовом, є основою невдоволення місією ЄС.

## Механізм відстеження стабілізації
Механізм відстеження стабілізації, створений спеціально для Косова 6 листопада 2002 року, є процесом асоціації, спеціально розробленим для сприяння діалогу між ЄС та владою Косово з питань наближення до ЄС, оскільки до Косова неможливо було застосувати Процес стабілізації й асоціації ЄС через його спірний статус. Крім того, в березні 2007 року була створена нова структура галузевих нарад під егідою Механізму відстеження стабілізації в таких сферах: належне врядування, економіка, внутрішній ринок, інновації та інфраструктура.

## Кандидатура
Європейський Союз розділений за своєю політикою щодо Косова: 5 з 28 країн-членів ЄС (Кіпр, Греція, Румунія, Словаччина, Іспанія) не визнають косовського суверенітету. Косово офіційно вважається потенційним кандидатом на членство в Європейському Союзі, і йому було надано чітку «європейську перспективу» Радою Європейського Союзу. Як підтвердив Саміт у Салоніках в червні 2003 року, Косово міцно закріпилося в рамках процесу стабілізації та асоціації — політики ЄС, яка застосовується до Західних Балкан і покликана готувати потенційних кандидатів до членства.
20 квітня 2005 року Європейська Комісія ухвалила комюніке «Європейське майбутнє для Косова», яке підтвердило прихильність Комісії до продовження роботи із Косовом. 20 січня 2006 року Рада ухвалила програму Європейського партнерства для Сербії та Чорногорії, включно із Косовом, як визначено рішенням РБ ООН 1244. Європейське партнерство — це засіб реалізувати європейську перспективу країн Західних Балкан у рамках процесу асоціації і стабілізації. Тимчасові інститути самоврядування (PISG) в серпні 2006 року прийняли План дій щодо реалізації Європейського партнерства, і цей документ сформував поточну робочу основу між ЄС та PISG. PISG регулярно звітував про виконання цього плану дій.
Проголошення незалежності Республіки Косово від Сербії було ухвалено 17 лютого 2008 року голосуванням членів Асамблея Косова. Те, що декларація не була визнана Сербією та кількома країнами-членами ЄС, не завадило Косову продовжувати участь в Механізмі відстеження стабілізації, яка мала на меті поступово інтегрувати косовську національну політику з правових, економічних та соціальних питань з Європейським Союзом, щоб в певний момент в майбутньому Косово отримало право на членство в ЄС.
В жовтні 2009 року Європейська Комісія зазначила у своєму щорічному звіті про прогрес кандидатів та потенційних кандидатів на вступ до ЄС, що Косово зіткнулося з великими проблемами, включаючи забезпечення верховенства закону, боротьбу з корупцією та організованою злочинністю, посилення адміністративного потенціалу, захист сербів та інших меншин.
Переговори про членство в ЄС розпочнуться лише після того, як Косово подасть заявку і стане офіційним кандидатом на членство в ЄС. Міністр закордонних справ Косова Енвер Ходжай запропонував ЄС прийняти до себе Сербію та Косово одночасно, через занепокоєння, що якщо Сербія буде прийнята першою, вона може накласти вето на членство Косова.
В травні 2014 року Ходжай заявив, що Косово поставило собі мету досягти членства в ЄС протягом десяти років. В травні 2018 року в Болгарії, яка на той момент головувала в Раді Європейського Союзу, відбувся саміт із питань Західних Балкан, який мав на меті полегшити приєднання шести країн, включаючи посилення регіональної співпраці в галузі безпеки та регіонального взаємозв'язку. Примітно, що на саміті йшлося саме про «партнерів», а не про держави: це є наслідком того, що Косово лише частково визнається державою. Європейська Комісія є чутливою до цього питання, яке було прокоентоване у виступі Верховного представника ЄС Федеріки Могеріні на пленарному засіданні Європейського парламенту щодо стратегії щодо Західних Балкан: «спільна, однозначна, конкретна перспектива інтеграції до Європейського Союзу для кожного з шести партнерів. Кожен у своєму темпі, зі своєю специфікою та за різних умов, але напрямок чіткий і єдиний».
3 березня 2022 року парламент Косово прийняв резолюцію з вимогою до уряду «вжити всіх необхідних кроків для приєднання до НАТО, Європейського Союзу, Ради Європи та інших міжнародних організацій».
3 березня 2022 року Асамблея Косова ухвалив резолюцію, в якій вимагає від уряду «вжити всіх необхідних кроків для приєднання до НАТО, Європейського Союзу, Ради Європи та інших міжнародних організацій». У червні 2022 року прем'єр-міністр Косова Альбін Курті заявив, що планує офіційно подати заявку на членство до кінця року. 14 грудня 2022 року Косово офіційно підписало заявку на отримання статусу кандидата на членство в Європейському Союзі.

## Угода про асоціацію та стабілізацію
До подачі заявки на повне членство в ЄС Косово прагнуло підписати з ЄС Угоду про стабілізацію і асоціації, яка, на думку Європейського парламенту, «визначає права та обов'язки обох сторін до членства в ЄС». У березні 2012 року Європейська Комісія розпочала дослідження техніко-економічного обґрунтування перспектив угоди. 10 жовтня 2012 року результати були опубліковані. Дослідження встановило, що для цього не існує жодних юридичних перешкод, оскільки для такої угоди не потрібен повний суверенітет, і рекомендував розпочати переговори, як тільки Косово досягне подальшого прогресу у чотирьох сферах: верховенство права, державне управління, захист меншин, і торгівля.

### Брюссельська угода 2013 року
19 квітня 2013 року уряди Косово та Сербії уклали угоду, яка була визнана важливим кроком до нормалізації відносин і дозволила би Сербії та Косову просунутися в європейській інтеграції. Угода зобов'язує обидві держави «не блокувати та не заохочувати інших до блокування прогресу іншої сторони в інтеграції з ЄС». Хоча це не означало визнання незалежності Косова Белградом, Верховний представник ЄС із закордонних справ та політики безпеки Кетрін Ештон заявила: «Те, що ми бачимо — це крок від минулого, і для обох з них це крок до Європи», а Хашим Тачі заявив: «Ця угода допоможе нам зцілити рани минулого, якщо ми матимемо мудрість та знання, щоб реалізувати це на практиці». Угода була ратифікована Асамблеєю Косова 28 червня 2013 року.
Через кілька днів після досягнення угоди Європейська Комісія рекомендувала дозволити розпочати переговори щодо угоди про асціацію і стабілізацію між ЄС та Косово, а також розпочати переговори про членство в ЄС із Сербією. 28 червня 2013 року Європейська рада схвалила висновки Ради Європейського Союзу щодо переговорів як з Косово, так і з Сербією.
Переговори були офіційно розпочаті 28 жовтня 2013 року та були завершені 2 травня 2014 року. Угода була ратифікована 25 липня 2014 року, а договір було підписано 27 жовтня 2015 року.
Це був перший ССА, підписаний після вступу в силу Лісабонського договору, який надав ЄС статус юридичної особи. У результаті представник ЄС у Косово пояснив, що «на відміну від ССА з іншими країнами регіону, ця угода буде виключно угодою ЄС. ЄС підпише її як юридична особа». Угоду не потрібно було ратифікувати окремо кожною державою-членом. Далі представник сказав, що «оскільки Косово не визнається п'ятьма країнами-членами, нам довелося видати директиву про те, що підписання угоди не означатиме, що ЄС чи будь-яка з країн визнають Косово як державу». ССА набув чинності 1 квітня 2016 року.

## Одностороннє запровадження євро
До свого проголошення незалежності в 2008 році, Косово використовувало в якості своєї грошової одиниці валюти деяких великих європейських держав, найбільш популярною з них була німецька марка. Німеччина 1 січня 2002 року перейшла на євро, і Косово зробило це разом з нею, але неофіційно. Європейський центральний банк не давав згоди Косову на використання євро.
Не є зрозумілим, чи одностороннє використання євро вплине на прагнення Косова до подальшої інтеграції з ЄС, яке вимагає від держав дотримання декількох критеріїв конвергенції, перш ніж вони зможуть вступити до єврозони. Чорногорія, як і Косово, також в односторонньому порядку прийняла євро і зараз веде переговори про членство з ЄС. З моменту подання заяви Чорногорії на членство, Європейська комісія та ЄЦБ кілька разів висловлювали своє невдоволення щодо використання євро. У заяві, що додається до Угоди про стабілізацію та асоціацію з ЄС, сказано що «одностороннє введення євро не було сумісним з Договором». Очікується, що питання буде вирішене через переговорний процес. ЄЦБ заявив, що наслідки одностороннього прийняття євро «будуть прописані не пізніше початку можливих переговорів щодо вступу до ЄС». Дипломати припустили, що навряд чи Чорногорія буде змушена вивести євро з обігу в своїй країні.

## Лібералізація візового режиму
Косово це поки єдиний потенційний кандидат на членство в ЄС на Балканах, який не має безвізового доступу до Шенгенської зони. ЄС та Косово розпочали діалог про візову лібералізацію 19 січня 2012 року. 14 червня 2012 року Косово отримало дорожню карту щодо лібералізації візового режиму з ЄС із деталізацією необхідних реформ. Європейська комісія офіційно запропонувала Косову отримати безвізовий режим у травні 2016 року. ЄС заявив, що безвіз для громадян Косова обумовлений тим, що Косово схвалило угоду про демаркацію кордону з Чорногорією. Угода про кордон була затверджена парламентом Косова в березні 2018 року. У звіті Комісії від липня 2018 року зроблено висновок, що Косово виконало всі необхідні йому умови для безвізового доступу до Шенгенської зони.
У 2021 році Європейський парламент закликав Раду ЄС запровадити лібералізацію візового режиму для громадян Косова після того, як у звіті ЄС було зроблено висновок, що Косово виконало всі умови, необхідні для лібералізації візового режиму. У листопаді 2022 року Рада ЄС запропонувала запровадити лібералізацію візового режиму не пізніше 1 грудня 2023 року або одночасно з ETIAS, якщо раніше.

## Громадська думка
Думка жителів Косово є прихильною більшості щодо ЄС та США.

## Хронологія відносин з ЄС
| Дата            | Подія |
| --------------- | --- |
| 1 квітня 2005   | Європейська комісія ухвалила повідомлення про Європейське майбутнє Косова                                                                                    |
| 4 лютого 2008   | Європейська рада ухвалила спільні дії щодо створення місії ЄС з верховенства права в Косові EULEX                                                            |
| 18 лютого 2008  | Рада визнає проголошення незалежності Косово, підкреслює переконання ЄС у тому, що Косово є справою sui generis.                                             |
| 15 червня 2008  | Косово ухвалило свою Конституцію |
| 9 грудня 2008   | EULEX починає працювати |
| 14 жовтня 2009  | Комісія видає повідомлення «Косово-виконання своєї європейської перспективи».                                                                                |
| 22 липня 2010   | Міжнародний суд ООН видає консультативний висновок щодо проголошення незалежності Косова                                                                     |
| 8 березня 2011  | Після резолюції Генеральної Асамблеї ООН починається технічний діалог Косово-Сербія                                                                          |
| 19 січня 2012   | Комісія розпочинає діалог щодо лібералізації візового режиму з Косово                                                                                        |
| 30 травня 2012  | Комісія розпочинає структурований діалог щодо верховенства права                                                                                             |
| 14 липня 2012   | Комісія оприлюднила дорожню карту лібералізації візового режиму з Косово                                                                                     |
| 10 вересня 2012 | Косово оголосило про кінець контрольованої незалежності |
| 10 жовтня 2012  | Європейська комісія оприлюднила техніко-економічне обґрунтування для Угоди про стабілізацію та асоціацію між ЄС та Косово                                    |
| 19 жовтня 2012  | Розпочинається діалог на високому рівні між Косово та Сербією за сприяння HRVP Ештон                                                                         |
| 25 липня 2014   | Головні переговорники ЄС і Косово парафували Угоду про стабілізацію та асоціацію між ЄС і Косово в Брюсселі                                                  |
| 1 квітня 2016   | Угода про стабілізацію та асоціацію між ЄС та Косово набуває чинності                                                                                        |
| 1 липня 2018    | Комісія підтверджує, що Косово виконало всі вимоги щодо лібералізації візового режиму. Рішення щодо пропозиції Комісії знаходиться на розгляді в ЄП та Раді. |
| 14 грудня 2022  | Косово подає заявку на членство в Європейському Союзі. |

## Хід переговорів
10 червня 2022 в Косово заявили про плани подати заявку на отримання статусу кандидата на вступ до кінця року.